# جيرالد تي. فلين
جيرالد تي. فلين هو محامي وسياسي أمريكي، ولد في 7 أكتوبر 1910 في مقاطعة راسين في الولايات المتحدة، وتوفي في 14 مايو 1990 في راسين في الولايات المتحدة. نشط حزبياً في الحزب الديمقراطي. وقد انتخب عضو مجلس ولاية ويسكونسن ‏ وانتخب عضو مجلس النواب الأمريكي ‏.